# Zhongshan
Zhongshan (中山 ; pinyin : Zhōngshān; antes: Heung-Shan ou Heong San) é uma cidade da província de Cantão na China.

## Ligações externas

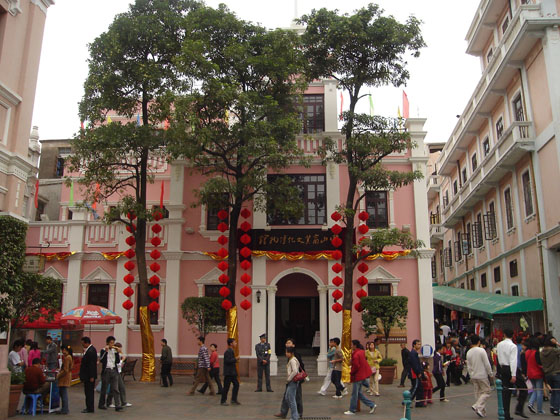
Zhongshan.

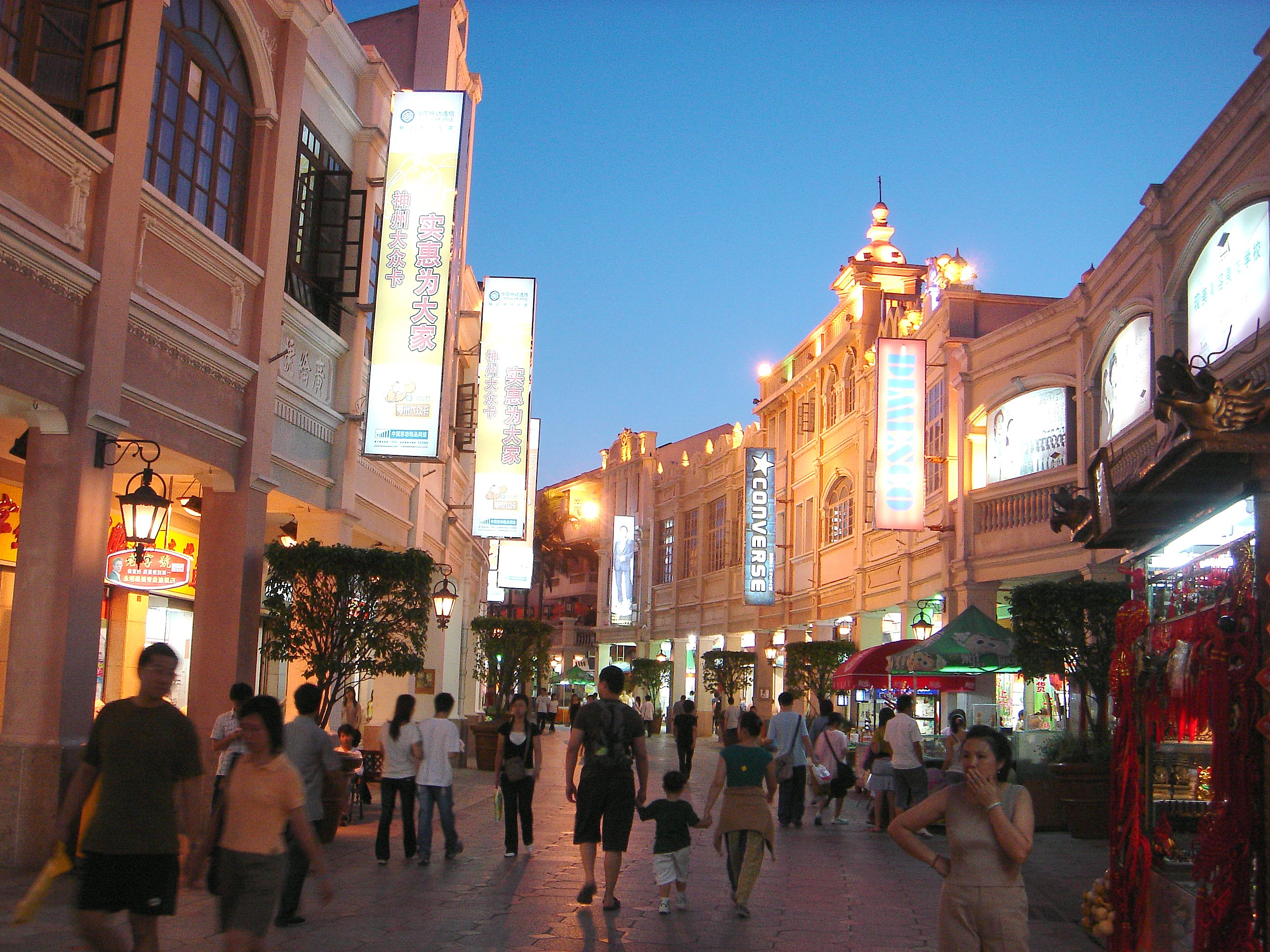
Rua comercial em Zhongshan.